# Analog Devices
Analog Devices, Inc., còn được gọi là ADI hay Analog, là một công ty bán dẫn đa quốc gia của Hoa Kỳ chuyên về kĩ thuật chuyển đổi dữ liệu và xử lý tín hiệu có trụ sở ở Norwood, Massachusetts. Vào năm 2012, Analog Devices dẫn đầu thị trường chuyển đổi dữ liệu toàn cầu với 48,5% thị phần, theo số liệu của công ty phân tích Databeans.
Công ty sản xuất ra các vi mạch (IC) analog, tín hiệu hỗn hợp và xử lý tín hiệu số (DSP) được sử dụng trong các thiết bị điện tử. Những công nghệ này được sử dụng để chuyển đổi, điều kiện và xử lý các hiện tượng trong thế giới thực, như ánh sáng, âm thanh, nhiệt độ, chuyển động và áp suất vào các tín hiệu điện.
Analog Devices có khoảng 100.000 khách hàng trong các ngành công nghiệp sau: truyền thông, máy tính, công nghiệp, thiết bị, quân sự / hàng không vũ trụ, ô tô, và các ứng dụng điện tử tiêu dùng.